# Hominy (Oklahoma)
Pour le mets amérindien, voir Hominy.
La ville américaine de Hominy est située dans le comté d’Osage, dans l’État de l’Oklahoma. Lors du recensement de 2010, elle comptait 3 565 habitants.

## Source
- (en) Cet article est partiellement ou en totalité issu de l’article de Wikipédia en anglais intitulé « Hominy, Oklahoma » (voir la liste des auteurs).